# Parti pour la démocratie intégrale
Le Parti pour la démocratie intégrale (en luxembourgeois : Partei fir Integral Demokratie abrégé en PID), est un parti politique luxembourgeois fondé en 2013 par l'ancien député de l'ADR Jean Colombera.

## Histoire
Le parti est fondé en juin 2013 par l'ancien député du Parti réformiste d'alternative démocratique (ADR) Jean Colombera,. Cette création fait suite au refus des Verts de voir Jean Colombera rejoindre leur parti, ce dernier refusant de rendre son siège de député de l'ADR, condition sine qua non du parti écologiste, qui aurait alors été donné à Jeff Engelen avec qui Colombera est en conflit depuis que Engelen l'aurait insulté fin 2012, provoquant sa démission de l'ADR,.
La communauté portugaise du Luxembourg fit remarquer que le nom du parti ressemblait au PIDE, la police politique de l'Estado Novo de Salazar.
Le PID s'est allié au Parti pirate pour les élections législatives de 2018. En raison d'une mauvaise communication, le Parti pirate et le Parti pour la démocratie intégrale se séparent en mai 2019, repoussant définitivement l'éventualité d'une fusion entre les deux partis,.

## Idéologie
Le PID repose sur la volonté de son créateur de calquer les principes de la médecine holistique au monde politique et qu'il soit un parti créé pour, selon les mots de son fondateur, « trouver une alternative aux autres partis, de rassembler toutes les bonnes idées et de faire de la politique pour l'Homme de la rue ».

## Présidents
En octobre 2017, Serge Jochheim quitte la présidence du parti.
| Identité                    | Période      | Période      | Durée           |
| Identité                    | Début        | Fin          | Durée           |
| --------------------------- | ------------ | ------------ | --------------- |
| Jean Colombera (né en 1954) | 2013         | 2017         | 4 ans           |
| Serge Jochheim (d)          | août 2017    | octobre 2017 | 2 mois          |
| Christian Isekin (d)        | octobre 2017 | En cours     | 7 ans et 5 mois |

## Résultats électoraux

### Élections législatives
| Année | %                                                | Rang                                             | Sièges                                           | Gouvernement                                     |
| ----- | ------------------------------------------------ | ------------------------------------------------ | ------------------------------------------------ | ------------------------------------------------ |
| 2013  | 1,50                                             | 9e                                               | 0 / 60                                           | Opposition                                       |
| 2018  | Allié au Parti pirate, qui a obtenu deux sièges. | Allié au Parti pirate, qui a obtenu deux sièges. | Allié au Parti pirate, qui a obtenu deux sièges. | Allié au Parti pirate, qui a obtenu deux sièges. |

### Élections européennes
| Année | %                      | Sièges                 | Rang                   | Tête de liste          | Groupe                 |
| ----- | ---------------------- | ---------------------- | ---------------------- | ---------------------- | ---------------------- |
| 2014  | 1,82                   | 0 / 6                  | 9e                     |                        |                        |
| 2019  | Allié au Parti pirate. | Allié au Parti pirate. | Allié au Parti pirate. | Allié au Parti pirate. | Allié au Parti pirate. |